# Rostisław Połczaninow
Rostisław Władimirowicz Połczaninow, ros. Ростислав Владимирович Полчанинов (ur. 27 stycznia 1919 w Nowoczerkasku, zm. 8 października 2022) – rosyjski pisarz emigracyjny, publicysta, wydawca, działacz oświatowo-religijny.
Jego rodzina w 1920 r. wyjechała z Rosji i zamieszkała w Królestwie SHS. Rostisław W. Połczaninow ukończył rosyjską szkołę klasyczną w Sarajewie, miejscowe gimnazjum, po czym studia prawnicze na Uniwersytecie w Belgradzie. Od 1931 r. działał w Narodowej Organizacji Skautów Rosyjskich (NORS). W 1936 r. wstąpił do Rosyjskiego Sokoła, natomiast w 1936 r. do Narodowego Związku Pracujących (NTS). Od jesieni 1937 r. uczył w rosyjskiej szkole podstawowej w Sarajewie. Po zajęciu Jugosławii przez wojska niemieckie w kwietniu 1941 r., został wysłany na roboty przymusowe do Niemiec. Uciekł z nich, przybywając w 1943 r. poprzez Warszawę i Rygę do Pskowa. Z ramienia NTS pracował w misji prawosławnej. Uczył w szkole misyjnej zorganizowanej przy cerkwi Św. Dymitra. Zorganizował konspiracyjny oddział NORS. W 1944 r. ewakuował się do Niemiec.
Po zakończeniu wojny został skautmasterem Organizacji Rosyjskich Młodych Wywiadowców. W październiku 1951 r. zamieszkał w Nowym Jorku. Początkowo pracował jako robotnik w fabryce. W latach 1967–1983 prowadził cotygodniowe audycje radiowe w Radiu „Wolna Europa”. Jednocześnie do 1979 r. uczył w szkołach rosyjskich. Przez pewien czas był zastępcą inspektora szkolnego Synodu Rosyjskiego Kościoła Prawosławnego poza granicami Rosji. Napisał szereg podręczników do historii i geografii Rosji oraz książki o dziejach Rosjan w Ameryce i rosyjskiej sztuce. Wydawał biuletyny „Stranicy istorii” i „W pomoszcz rukowoditielu” oraz pismo „Za swobodnuju Rossiju: Soobszczenija miestnoj organizacyi NTS na Wostokie SSzA”. Od lipca 1987 r. był wydawcą pisma „Puti russkogo sokolstwa”. W czerwcu 1992 r. uczestniczył w zjeździe skautowskim w Rosji.